# Kelly Frye

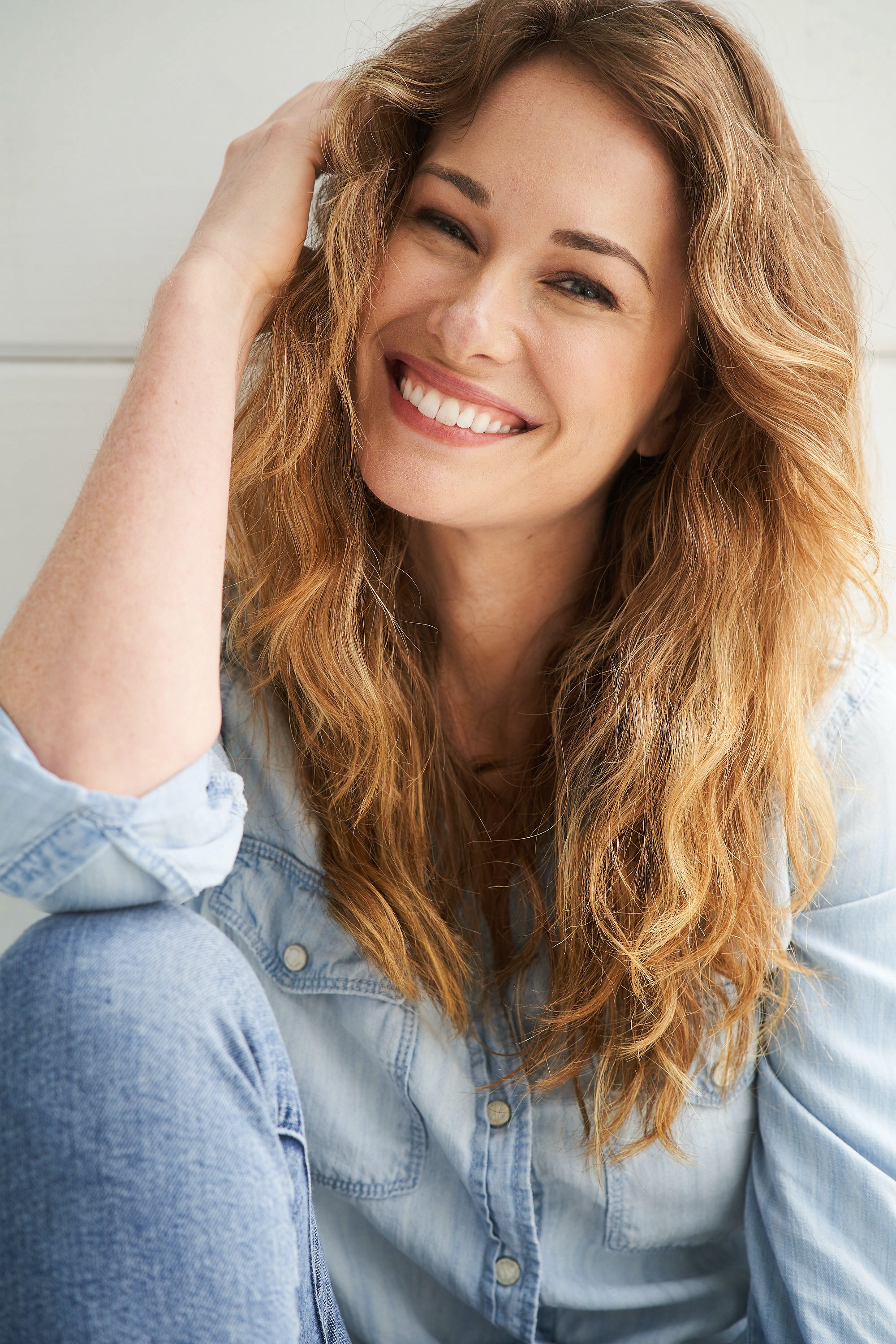
Kelly Frye (2022)

Kelly Frye (* 6. Dezember 1984 in Houston, Texas) ist eine US-amerikanische Schauspielerin irisch-australischer Abstammung.

## Leben und Karriere
Kelly Frye wurde als eines von fünf Kindern in Houston im US-Bundesstaat Texas geboren. Nach der Schule besuchte sie die Loyola Marymount University, die sie mit einem Abschluss in Asiatisch-Pazifischen Wissenschaften und einem Bachelor of Business Administration in Recht abschloss.
Später zog es Frye jedoch zur Schauspielerei, in welcher sie seit 2006 aktiv ist. Zunächst übernahm sie eine kleine Rolle in dem Kurzfilm Twilight’s Grace. Nach einigen Auftritten in Kurz- und Fernsehfilmen, konnte sie später Gastauftritte in bekannten US-Serien verbuchen, darunter Life, Dr. House, The Mentalist, Body of Proof, Navy CIS: L.A., Anger Management oder The Flash.
2014 mimte Frye als Cindy Beck in der Serie Rake erstmals eine wiederkehrende Rolle. Es folgten Auftritte in den Seifenopern General Hospital und Schatten der Leidenschaft. Von 2016 bis 2017 war sie wiederkehrend in Criminal Minds: Beyond Borders – dem Spin-off der Serie Criminal Minds – als Kristy Simmons – der Ehefrau des Agenten Matt Simmons, dargestellt von Daniel Henney – zu sehen. Nach dem Ende der kurzweiligen Serie, übernahm sie ihre Rolle auch in der Mutterserie, nachdem Henneys Rolle zu den Hauptdarstellern der Ursprungsserie ergänzt wurde.

## Filmografie (Auswahl)
- 2006: Twilight’s Grace (Kurzfilm)
- 2007: Roommates (Fernsehserie, eine Episode)
- 2007: Burn (Fernsehfilm)
- 2009: Life (Fernsehserie, Episode 2x17)
- 2009: Chloe and Keith’s Wedding
- 2010: Exquisite Corpse
- 2011: Dr. House (House M.D., Fernsehserie, Episode 7x11)
- 2011: Power Chord (Kurzfilm)
- 2012: The Mentalist (Fernsehserie, Episode 4x17)
- 2013: Body of Proof (Fernsehserie, Episode 3x09)
- 2013: Navy CIS: L.A. (NCIS: L.A., Fernsehserie, Episode 5x05)
- 2013: Layover (Kurzfilm)
- 2014: Rake (Fernsehserie, 3 Episoden)
- 2014: Anger Management (Fernsehserie, Episode 2x65)
- 2014: The Flash (Fernsehserie, Episode 1x05)
- 2014–2015: General Hospital (Fernsehserie, 5 Episoden)
- 2015: Navy CIS (NCIS, Fernsehserie, Episode 13x06)
- 2016: Lifeline (Kurzfilm)
- 2016: Schatten der Leidenschaft (The Young and the Restless, Fernsehserie, 7 Episoden)
- 2016–2017: Criminal Minds: Beyond Borders (Fernsehserie, 5 Episoden)
- 2017–2020: Criminal Minds (Fernsehserie, 8 Episoden)
- 2018: Danger One
- 2018: The Family Business (Fernsehserie, 2 Episoden)
- 2018: Lonely and Horny (Fernsehserie, Episode 2x03)
- 2018–2019: Teachers (Fernsehserie, 3 Episoden)
- 2019: All Rise – Die Richterin (All Rise, Fernsehserie, 2 Episoden)
- 2019: Sydney to the Max (Fernsehserie, Episode 1x11)
- 2019: L.A.’s Finest (Fernsehserie, Episode 1x07)
- 2020: All the Way to the Top (Fernsehserie, 3 Episoden)
- 2021: 12 Mighty Orphans
- 2021–2023: Das Geheimnis von Sulphur Springs (Secrets of Sulphur Springs, Fernsehserie, 27 Episoden)
- 2023: Magnum P.I. (Fernsehserie, Episode 5x17)
- 2023: Hypnotic
- 2024: 9-1-1: Lone Star (Fernsehserie, 3 Episoden)
- 2025: Law & Order: Special Victims Unit (Fernsehserie, Episode 26x12)
- 2025: The Rookie (Fernsehserie, Episode 7x18)